# 凉水朝鲜族乡
凉水朝鲜族乡（中国朝鲜语：／）是中华人民共和国吉林省通化市集安市下辖的一个民族乡。

## 行政区划
凉水朝鲜族乡下辖以下村级行政区划单位：
石青村、荒岔村、永泉村、凉水村、海关村、石决村、通天沟村、外岔沟村和杨木林村。